# Décès en 1260
Décès
- 1256
- 1257
- 1258
- 1259
- 1260
- 1261
- 1262
- 1263
- 1264

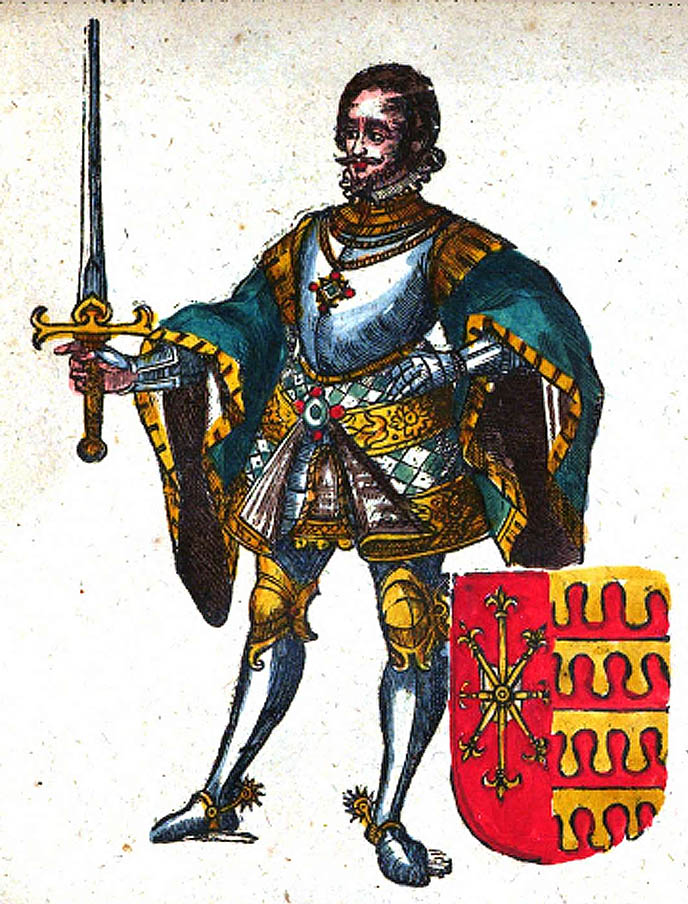
Thierry V de Clèves, mort en 1260.

Cette page dresse une liste de personnalités mortes au cours de l'année 1260 :
- 11 janvier ou 2 février : Louis de France, prince héritier.
- 19 février : Boniface de Bruxelles, ou Boniface de Lausanne, théologien et saint catholique du Brabant, évêque de Lausanne.
- 24 février : Ermengarde de Bade, ou Ermengarde du Rhin , femme du margrave Hermann V de Bade-Bade.
- 1er mars : Richard de Fournival, médecin, alchimiste, poète, clerc, et érudit français.
- 31 mai : Guillaume de Grandpuy, évêque de Nevers.
- 13 juillet : Burchard von Hornhausen, grand maître des Chevaliers Teutoniques de l'Ordre de Livonie.
- 20 août : Jaromar II, prince de Rügen[1].
- 26 août : Alberico da Romano, condottiere et un troubadour italien.
- 3 septembre : Ketboğa, noyan, officier de l'empire mongol.
- 1er octobre : Marie de Lusignan,  dame d'Exoudun (dit à tort Issoudun) et comtesse d'Eu.
- 7 octobre : Albert Ier de Saxe, duc de Saxe.
- 24 octobre : Jacques de Lorraine, évêque de Metz.

- Ibn al-Abbar, ou Abū 'Abdullah Muhammad ibn 'Abdullah ibn Abū Bakr al-Qudā'ī, écrivain arabe de l'Espagne médiévale, également administrateur et diplomate.
- Ferdinand II d'Aumale, comte d'Aumale.
- Thierry V de Clèves, comte de Clèves.
- Judith de Kulmsee, moniale et une sainte de l'Église catholique romaine.
- Marie de Brabant, impératrice du Saint-Empire et reine de Germanie puis comtesse consort de Hollande.
- Alix de Mâcon, comtesse de Mâcon et la dernière comtesse de Vienne.
- Al-Muzaffar Sayf ad-Dîn Qutuz, sultan Mamelouk bahrite d’Égypte.
- Jordanus Nemorarius, mathématicien allemand.
- Qûtb Jamal ud-Dîn Hânswi, poète soufi de langue persane[2].
- Brian Ua Neill, roi du Cenél nÉogain et dernier Ard ri Érenn irlandais.

date incertaine (vers 1260)
- Clémence de Châteaudun, vicomtesse de Châteaudun.

## Crédit d'auteurs
- Cet article est partiellement ou en totalité issu de l'article intitulé « 1260 » (voir la liste des auteurs).